# Видмар, Урош
Урош Видмар (словен. Uroš Vidmar, родился 10 октября 1980 в Есенице) — словенский хоккеист, игравший на позиции защитника.

## Клубная карьера
За свою карьеру выступал за команды «Акрони Есенице», «Триглав» и «Славия». В составе клуба из Есенице побеждал в чемпионатах Словении сезонов 2007/2008 и 2008/2009. Официально завершил карьеру после сезона 2010/2011.

## Карьера в сборной
Сыграл 28 матчей на чемпионатах мира, забросил одну шайбу и отдал одну голевую передачу. 11 встреч провёл в рамках чемпионатов мира в высшем дивизионе 2006 и 2008 годов.